# Benevento Calcio
A Benevento Calcio olasz labdarúgóklub, amelynek székhelye Benevento városában van. A klubot 1929-ben alapították; újraalapítására 2005-ben került sor. Jelenleg az olasz harmadosztályban szerepel. A csapat színei a piros és sárga, mérkőzéseit a 12 847 néző befogadására alkalmas Ciro Vigorito Stadionban játssza.

## Történelem
A klub 1929-ben alakult Associazione Calcio Benevento néven. Eredeti otthona a Ciccio Minocchia által épített Meomartini volt. Eleinte amatőr szinten, munka után fociztak a csapat tagjai, majd az 1934-1935 szezonban kivívták a szereplés jogát az akkori versenyrendszerben a harmadosztálynak megfelelő C ligában. Annak ellenére, hogy a pályán nem vívták ki a bennmaradást, az újbóli átszervezések következtében maradhattak az immár Lega Pro elnevezésű harmadik vonalban.
A csapat újkori története 2005-ben kezdődött, amikor a FC Sporting Benevento és a Benevento Calcio SpA fúziójából létrejött a ma is ismert klub. 
A 2007-08-as SeriaC2-es, azaz negyedosztályú bajnokságot sikerült megnyerniük, míg a következő szezonban immár a harmadosztályban az osztályozót jelentő második helyen végeztek. A play-offban a Crotone múlta felül 2-1-es összesítéssel a Beneventót.
Végül a 2015-16 szezonban Gaetano Auteri vezetésével sikerült bajnoki címet szerezni és kiarcolni a feljutást, így ezt követő évben a Seria B-ben szerepeltek. 2017. június 8-án történelmet írva sikerült feljutniuk az élvonalba miután a rájátszásban 1–0-s összesítéssel felülmúlták a Carpi csapatát. A klub a 2021-22 szezonra visszaesett az olasz másodosztályba. Hetedik helyezést elérve sikerült a feljutásért zajló selejtezőbe bejutniuk, azonban az elődöntőben kiestek. A 2022-23 szezon nagy részét a tabella alján töltötték és az utolsó előtti meccsnapon kiestek az olasz harmadosztályba a 2023-24 szezonra.

## Jelenlegi keret
2017. január 27-én frissítve
| #  |     | Poszt | Név                                          |
| -- | --- | ----- | -------------------------------------------- |
| 1  | ITA | K     | Alessio Cragno (kölcsönben a Cagliaritól)    |
| 2  | ITA | V     | Enrico Pezzi                                 |
| 4  | ITA | KP    | Lorenzo Del Pinto                            |
| 5  | ITA | V     | Fabio Lucioni                                |
| 6  | URU | V     | Wálter López                                 |
| 7  | ITA | KP    | Fabrizio Melara                              |
| 9  | ITA | CS    | Fabio Ceravolo                               |
| 10 | ITA | CS    | Amato Ciciretti                              |
| 11 | CRO | KP    | Marko Pajač (kölcsönben a Cagliaritól)       |
| 12 | ITA | K     | Pier Graziano Gori                           |
| 13 | GHA | KP    | Raman Chibsah (kölcsönben a Sassuolótól)     |
| 14 | ITA | V     | Emanuele Padella                             |
| 15 | ITA | V     | Michele Camporese                            |
| 16 | CRO | V     | Ricardo Bagadur (kölcsönben a Fiorentinától) |

| #  |     | Poszt | Név                                             |
| -- | --- | ----- | ----------------------------------------------- |
| 18 | GHA | V     | Bright Gyamfi (kölcsönben az Internazionálétól) |
| 19 | GUI | CS    | Karamoko Cissé                                  |
| 20 | ITA | KP    | Filippo Falco (kölcsönben a Bolognától)         |
| 21 | ITA | KP    | Andrea De Falco                                 |
| 22 | ITA | K     | Riccardo Piscitelli                             |
| 23 | ITA | V     | Lorenzo Venuti (kölcsönben a Fiorentinától)     |
| 24 | ROM | CS    | George Pușcaș (kölcsönben az Internazionalétól) |
| 25 | ITA | CS    | Enrico Brignola                                 |
| 27 | MKD | KP    | Nikola Jakimovszki                              |
| 30 | ITA | KP    | Daniele Buzzegoli                               |
| 31 | ITA | K     | Fabrizio Alastra (kölcsönben a Palermótól)      |
| 34 | ITA | KP    | Mirko Eramo                                     |
| 35 | ITA | KP    | Nicolas Viola                                   |
| 36 | ITA | KP    | Antonio Matera (kölcsönben a Fidelis Andriától) |

## A klub eddigi edzői
- Giuseppe Zilizzi (1935–36)
- Giuseppe Viani (1945–46)
- Francisco Lojacono (1974–75)
- Gastone Bean (1981–83)
- Giuseppe Materazzi (1984–85)
- Adriano Lombardi (1995–96)
- Massimo Silva (1996–98)
- Nello Di Costanzo (2002–04)
- Giovanni Simonelli (2006–08)
- Antonio Soda (2008–09)
- Leonardo Acori (2009)
- Andrea Camplone (2009–10)
- Leonardo Acori (2010)
- Giuseppe Galderisi (2010–11)
- Giovanni Simonelli (2011)
- Carmelo Imbriani (2011–12)
- Guido Ugolotti (2012–13)
- Guido Carboni (2013–14)
- Gaetano Auteri (2015–2016)
- Marco Baroni (2016-2017)
- De Zerbi Roberto (2017-2018)
- Christian Bucchi (2018-2019)
- Filippo Inzaghi (2019-2021)
- Andrea Agostinelli (2023-)